# Urochloa sclerochlaena
Urochloa sclerochlaena är en gräsart som beskrevs av Emilio Chiovenda. Urochloa sclerochlaena ingår i släktet leverhirser, och familjen gräs. Inga underarter finns listade i Catalogue of Life.